# Plataniàs
Plataniàs (grec: Πλατανιάς, AFI [plata'ɲas]) és un municipi a l'oest de l'illa grega de Creta, a la prefectura de Khanià.
Des del 2011 (reforma del pla Kalikratis) el municipi de Plataniàs inclou també les poblacions dels antics municipis de Kolimbari, Mussuri i Vukoliés.